# Internationaux de Strasbourg 2005
L'Internationaux de Strasbourg 2005 è stato un torneo di tennis giocato sulla terra rossa. È stata la 19ª edizione del Internationaux de Strasbourg, che fa parte della categoria Tier III nell'ambito del WTA Tour 2005. Si è giocato al Centre Sportif de Hautepierre di Strasburgo in Francia, dal 16 al 22 maggio 2005.

## Campionesse

### Singolare
Anabel Medina Garrigues ha battuto in finale  Marta Domachowska con il punteggio di 6–4, 6–3

### Doppio
Rosa María Andrés Rodríguez /  Andreea Vanc hanno battuto in finale  Marta Domachowska /  Marlene Weingärtner con il punteggio di 6–3, 6–1